# Källmyrens naturreservat
Källmyrens naturreservat är ett naturreservat i Östersunds kommun i Jämtlands län.
Området är naturskyddat sedan 2019 och är 80 hektar stort. Reservatet ligger sydost om Kläppe och består av barrnaturskog och våtmarker med enstaka tallar.